# Skampåle

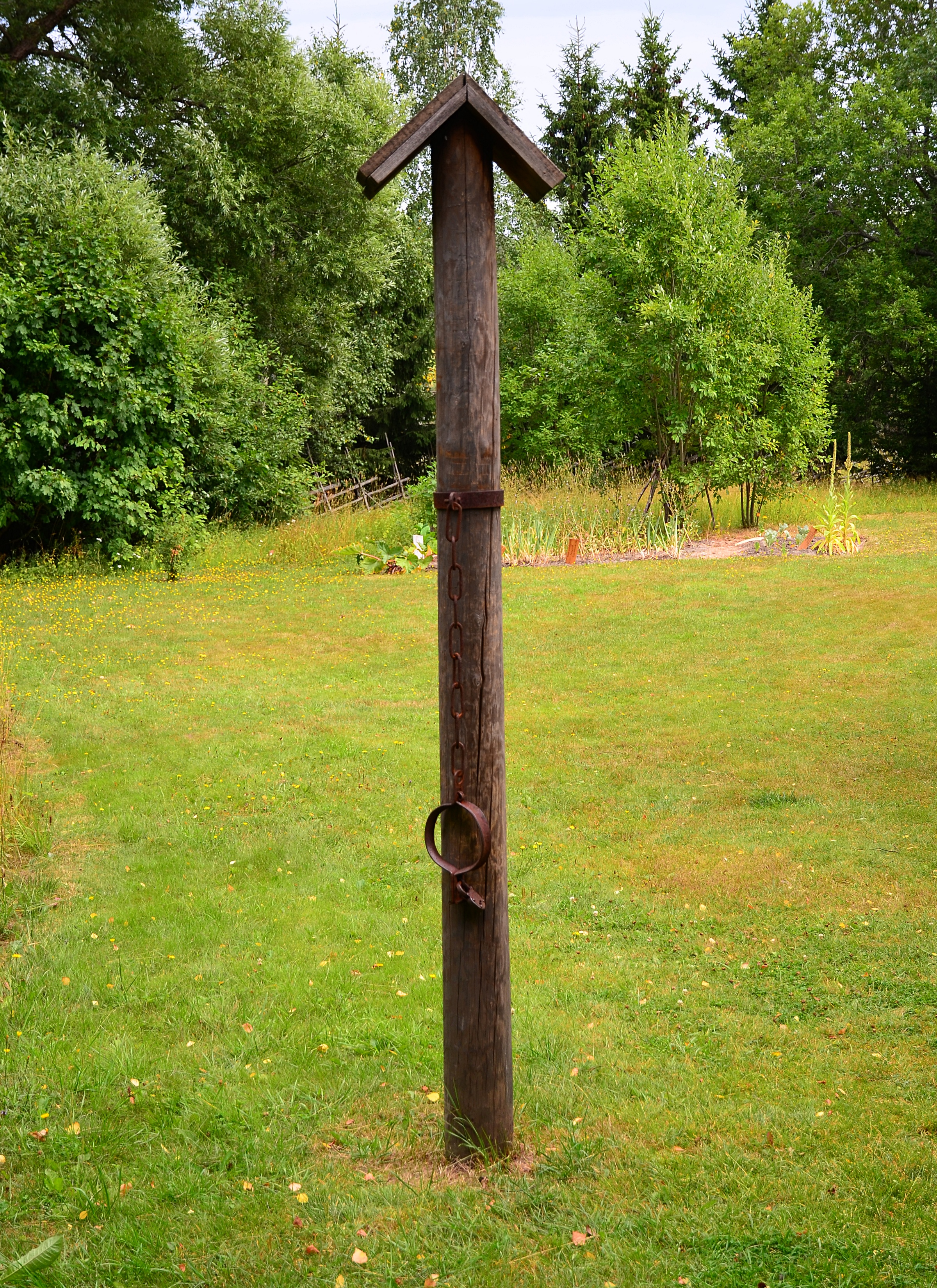
En skampåle med halsjärn från Engelsby, Sagalunds museum.

Skampåle, i äldre tider även kallad stupa, spöpåle och kåk, var en pelare av trä eller sten, vid vilken förr i tiden förbrytare offentligen undergick så kallad schavottering, det vill säga utställdes att skämmas eller straffas med spö eller ris. 

## Historia
I städerna var skampålen vanligen rest på torget och på landsbygden vid tingshuset. Ursprungligen var ”kåken” ett litet hus eller en schavott i vars närhet skampålen var rest. Senare kom skampålen att kallas för kåk. 
Vid kåken spöades, kåkströkos, också ofta de, som ådömts detta straff, och även förbjudna skrifter brändes där av bödeln.
Den som stod vid skampålen för att skämmas eller undergå kroppsplikt fick inte till någon del skyla sitt ansikte och inte heller bära sådan klädedräkt att han/hon kunde kännas igen. Innan brottslingen bands vid skampålen med ett halsjärn, för att tilldelas spö eller ris, skulle han/hon förses med ett livstycke av läder, fodrat vintertid med ludet skinn och så utfört att det skyddade främre delen av kroppen, men så att övre ryggen förblev fri. 
Märkligt nog uppsattes även de redskap, med vilka brottet utförts, på skampålen.
På landsbygden, där det före spöstraffets avskaffande (1855) fanns en spöpåle vid varje tingshus, var skampålen och spöpålen identiska.
Bestraffning genom skampåle avskaffades i Sverige 1855, och hade då sedan en tid minskat i omfattning.
Bland de personer som utsattes för detta straff fanns Sara Simonsdotter 1619 och Elsa Thomasdotter 1676.

### Stockholm
I Stockholm stod skampålen ursprungligen på Stortorget, och namnet på en från torget ledande gata, Kåkbrinken, vittnar om detta förhållande.
Skampålen kröntes av statyn Kopparmatte som nu är bevarad på Stockholms stadsmuseum.

### Bilder

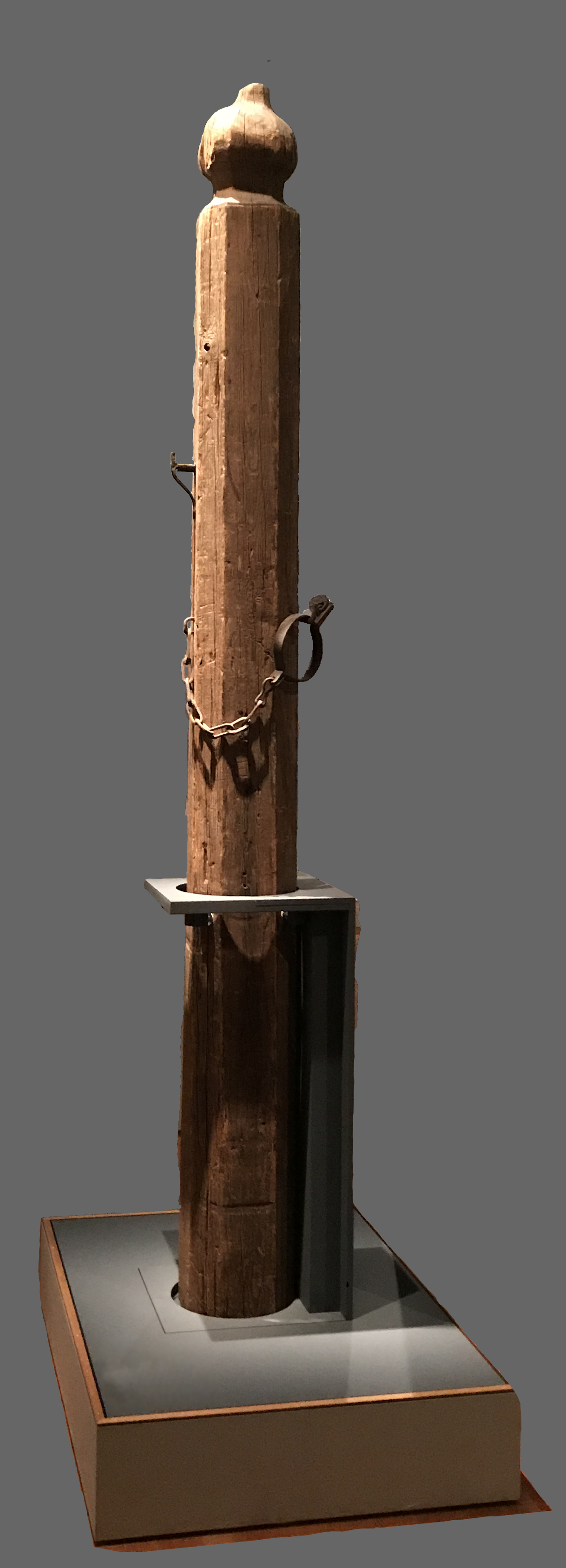
Skampåle från Dalarna, (Nordiska museet, Stockholm)